# Rearwin Junior
O Rearwin Junior era uma aeronave esportiva leve, monoplano, ultraleve de dois assentos de 1930, produzida nos Estados Unidos pela Rearwin Airplanes Inc. Era parte de uma tendência de aeronaves de custo extremamente baixo, à medida que os fabricantes tentavam sobreviver à Grande Depressão.

## Desenvolvimento
O Aeronca C-2 estreou com sucesso em 1930 como um avião esportivo ultraleve de dois lugares e baixo custo, estabelecendo uma tendência para os fabricantes de aeronaves que tentavam sobreviver à Grande Depressão. Douglas Webber e Noel Hockaday, da American Eagle Aircraft Corporation, sediada no aeroporto Fairfax perto de Rearwin, seguiram com o American Eaglet, com o mesmo alvo. Douglas Webber acabou deixando a American Eagle e começou a anunciar um projeto completo de outra aeronave semelhante e seus serviços como engenheiro - Rearwin comprou o projeto, contratou Webber e Hockaday e concluiu o protótipo em 6 meses. O primeiro voo foi em abril de 1931.:101-102

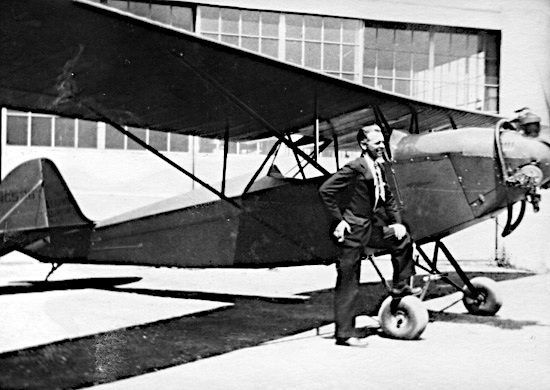
Um Rearwin Junior 3000.

O Rearwin Junior foi testado com um motor experimental de Guy Poyer (um conhecido do principal investidor da empresa) construído na fábrica da Rearwin, mas o projeto falhou. Um motor alternativo também foi certificado.:105

## Projeto

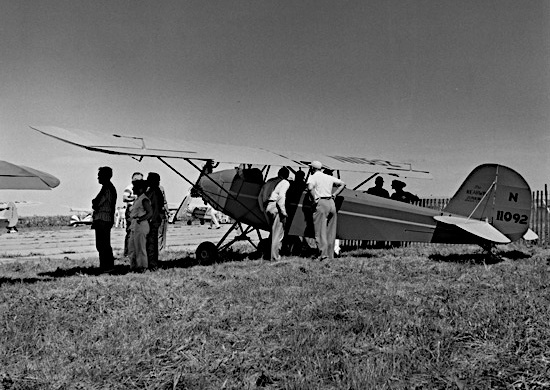
Um Rearwin Junior 3000.

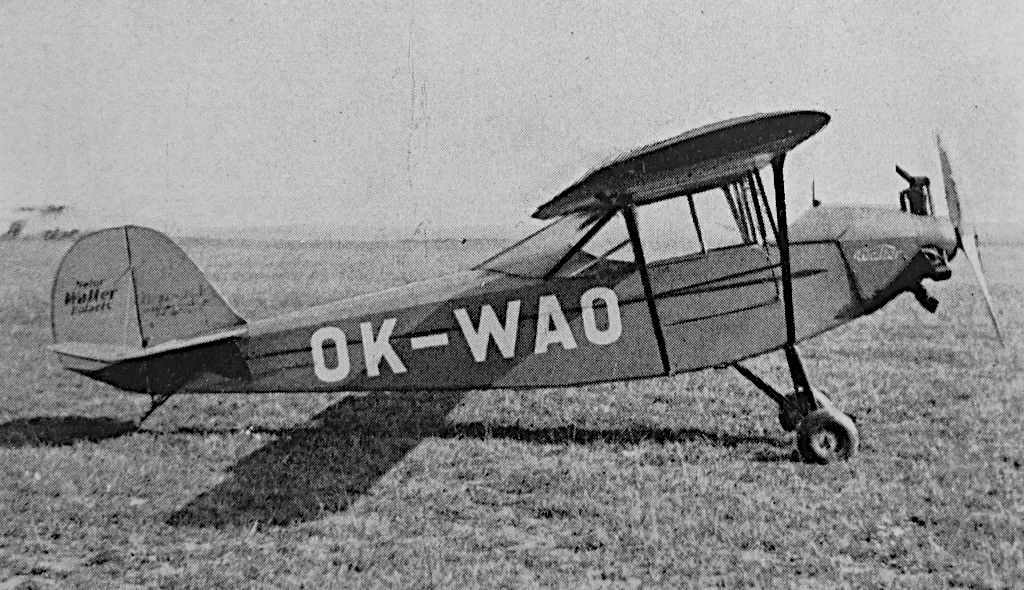
O Rearwin Junior 4000 (OK-WAO)
com motor Walter Polaris II.

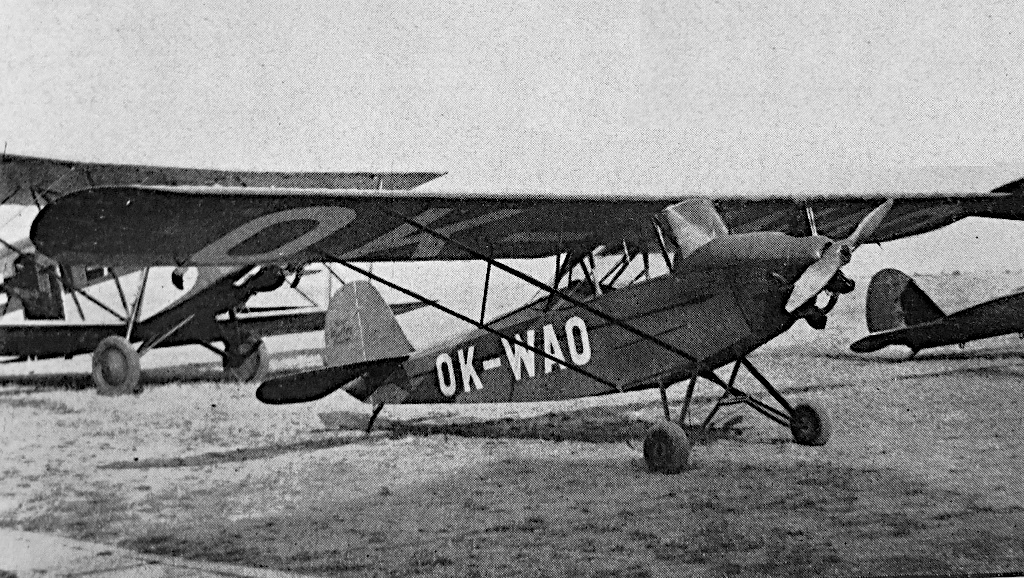
O Rearwin Junior 4000 (OK-WAO)
com motor Walter Polaris II.

O Rearwin Junior era um monoplano convencional de asa alta com dois assentos em tandem em uma cabine aberta e trem de pouso traseiro fixo. Uma cabine opcional fechada também estava disponível. As asas eram de madeira enquanto a fuselagem e a empenagem eram feitas de tubo de aço soldado, com toda a aeronave recoberta com tecido.
Embora o Junior se parecesse com o "Eaglet" anterior de Webber e Hockaday, era mais longo, mais largo e tinha um trem de pouso mais largo. Era mais pesado do que o Eaglet, e também com maior capacidade de carga.:103

## Histórico operacional
Embora o Rearwin Junior tenha sido projetado para atender ao menor preço de venda possível, o início da Grande Depressão limitou severamente o tamanho do mercado de aeronaves esportivas, e apenas um pequeno número foi construído.

## Variantes
- Junior 3000 - versão com motor Szekely SR-3 (cerca de 20 construídos)
  - Junior 3001 - versão com motor Poyer (um construído, mais tarde convertido para um Junior 4000 padrão)
  - Junior 3100 - versão com motor Szekely SR-5 (dois construídos)
- Junior 4000 - versão com motor Aeromarine AR-3 (oito construídos)

## Exemplares sobreviventes
O protótipo do Junior sobreviveu na coleção particular de Oscar Cooke até ser leiloado em 1998.